# بيت الردمي (مناخة)

تعديل مصدري - تعديل

بيت الردمي هي إحدى قرى عزلة الاغمور بمديرية مناخة التابعة لمحافظة صنعاء، بلغ تعداد سكانها 37 نسمة حسب تعداد اليمن لعام 2004.